# Vollenhovia overbecki
Vollenhovia overbecki är en myrart som beskrevs av Hugo Viehmeyer 1916. Vollenhovia overbecki ingår i släktet Vollenhovia och familjen myror. Inga underarter finns listade i Catalogue of Life.